# Љубо Кешељ
Љубо Кешељ (Сарајево, 1. фебруар 1950) српски је хармоникаш, композитор и певач народне музике.

## Биографија
Рођен је 1950. године у Сарајеву. Породица је живела у оближњем селу Дражевићи, код Кисељака. Када је имао седам година, преселили су се у Сарајево где је отац Бошко радио. Када је имао осам година, отац му је купио хармонику, јер је осетио његову љубав према музици и песми. Када је имао 14-15 година чули су за њега у КУД Иво Лола Рибар и позвали га код њих. Војску је служио у Ваљеву где је такође свирао. Прву синглицу „Алма, ти си моја” снимио је 1968. године. Након завршетка војног рока почиње са кафанским свиркама где је имао прилике да прати многа велика певачка имена - Заима Имамовића, Бебу Селимовић, Новицу Неговановића, Зорицу Брунцлик, Виду Павловић, Ханку Палдум, Аземину Грбић, Хариса Џиновића и многе друге. Компоновао је велике хитове као што су „Жена пријатеља мог” и „Пишите мајци, синови моји”.
На наговор познатог певача Мехе Пузића почео је да снима песме, а Љубин први сингл био је „Што ми пружаш руку на растанку” и „Свуд се дичим што на баба личим” из 1978. године. Након тога су се ређали велики хитови попут „Ја враголан и мој деда”, „Ниси сејо лист без горе”, „Сиротани” — који су имали запажен успех код публике. 
Био је у браку са Зорицом Брунцлик девет година. Његова супруга је позната певачица Сена Ордагић.

## Стваралаштво
- Зорица Брунцлик: А тебе нема, Пахуљица, Преболећу, Теците сузе моје, Ти си ми био све, Утеши ме
- Сена Ордагић: Губим те, Неће моћи ове ноћи
- Душица Билкић: Старим путем опет дођи
- Мерима Његомир: Мезимица, Ноћи једне жене, Што је лепо кад се неко воли
- Јасна Кочијашевић: Коси момче ливаду, Опрости ми, касно смо се срели
- Љубо Кешељ: Воденица ситно млела, Ја враголан и мој деда, Како да те сутра зовем
- Добривоје Топаловић: Још за љубав нисам остарио
- Митар Мирић: Воли ме данас више него јуче, Дан за даном, проћи ће године, Не остављај сузе на мом прагу, Хоћу место у твом срцу
- Радиша Урошевић: Како ћу без тебе сутра, Радо моја бела
- Александар Аца Илић: Сине наследниче
- Љуба Аличић: Дал још у Шапцу живиш
- Зоран Јовановић: Ко те ноћас милује и љуби
- Ана Бекута: Ту сам руку да ти пружим, Туго моја црноока
- Мира Шкорић: Љубав се прича погледом
- Љубиша Васиљевић: Три црвена каранфила
- Мехо Пузић: Жена пријатеља мог
- Асим Бркан: Најљепшу хаљину вечерас обуци
- Хамид Рагиповић Беско: Једна жена тугу крије

## Дискографија
- На млађима свијет остаје (1980) Дискос
- Помозимо једно другом (1981) ПГП РТБ
- Срећно стари друже (1982) ПГП РТБ
- Чувај моје име (1987) Дискос
- Могу с тобом све (1989) ПГП РТБ
- Песме и кола (1993) Дискос
- извор сајт Discogs

## Фестивали
- 1982. Хит парада - Имам друга, лепши је од мене
- 1983. Хит парада - Срећно, стари друже
- 2020. Фестивал севдалинке ТК, Тузла - Љепотица из шехера, награда за најбољу музику